# Őszeszéki-tó
Az Őszeszéki-tó (más néven Balástyai víztározó) Csongrád-Csanád vármegyei Balástya közelében, a községtől délnyugatra, az M5-ös autópálya közelében található. Az Őszeszék ősi szikese számos védett faj otthonául szolgál. Legjelentősebb természeti értékét a területen található szikes tó madárvilága jelenti.
A térségből eddig 143 védett illetve fokozottan védett faj került elő. Sokáig közel 1 km hosszú, 71 hektár területű horgásztóként működött.

## A tóról
Balástyáról Forráskút felé indulva az 5422-es úton, mintegy három kilométer után ágazik el dél felé egy földút, mely az Őszeszéki-tó partjára vezet. Maga a tó a nagy mennyiségű, lebegő ásványi anyagtól szürkésfehér vizű, a víz magas sótartalmú, legnagyobb mélysége két méter körül van. Fenekét vastag, körülbelül 20 centiméternyi lágy iszap borítja. Mióta horgászvízként használják többféle halat (ponty, ezüstkárász, csuka) telepítettek az előzőleg is ott élő halállomány mellé (aranykárász, vörösszárnyú keszeg). Ezek szinte teljesen eltűntek, az aranykárászt kiszorította az ezüstkárász. A vörösszárnyú keszeg állománya is nagyon megritkult. Él a tóban az invazív kínai razbóra is igen nagy számban. A sekély víz miatt a pontyok is csak tenyérnyire nőnek, bár lehetnek azért kivételek is. Sok a nádason keresztül vezető stég, meg a csónak, ezért madárvilága megfogyatkozott. Nem vesztett viszont szerepéből madárvonuláskor. Megtalálható benne a védett orvosi pióca is. A tavat magánszemély kezeli.

A szikesek igen jelentős természeti értékei alföldünknek. Egyedi jellegei miatt pótolhatatlan kincsnek számítanak. Az Őszeszéki-tó melletti gyepfoltokon a gyíkpohár (Blackstonia acuminata) állománya 100 tő körülire tehető, nagyobb számban fordul itt elő a poloskaszagú kosbor (Anacamptis coriophora), a mocsári kosbor (Anacamptis palustris subsp. palustris) és a budai imola (Centaurea sadleriana). A területről eddig 9 védett bogarat mutattak ki, amelyek közül mindenképp ki kell emelni a szárnyas futrinkát (Carabus clathratus), a génbanknyi mennyiségű ragyás futrinkát (Carabus cancellatus), a kifejezetten szikesedő homokterületekre jellemző vájárfutrinkát (Scarites terricola) és a Duna-Tisza közi semlyékeseken előforduló nagy kutyatejcincért (Oberea euphorbiae). A vizenyős élőhelyeken hatalmas számban találkozhatunk a dunai gőtével (Triturus dobrogicus), a vöröshasú unkával (Bombina bombina), és a zöld levelibékával (Hyla arborea). A terület egyik impozáns és fokozottan védett ragadozója a hamvas rétihéja (Circus pygargus). A tocsogósokban költ többi között a gólyatöcs (Himantopus himantopus), a gulipán (Recurvirostra avosetta), a széki lile (Charadrius alexandrinus) és a piroslábú cankó (Tringa totanus). Partfalakba vájja fészkét a trópusi színekben pompázó gyurgyalag (Merops apiaster), a környező fákon talál fészkelési lehetőséget a kuvik (Athene noctua) és a szalakóta (Coracias garrulus).

A gazdag halfauna számos őshonos faja mellett nagy számban található compó (Tinca tinca). A tóban génbanknyi a kecskebéka (Rana esculenta) és a mocsári teknős (Emys orbicularis) állománya. Itt fészkel a fokozottan védett vörösgém (Ardea purpurea), és találja meg táplálékát a kanalasgém (Platalea leucorodia), a cigányréce (Aythya nyroca), a halászsas (Pandion haliaetus), a tavi cankó (Tringa stagnatilis), a fattyúszerkő (Chlidonias hybridus) és a fehérszárnyú szerkő (Chlidonias niger). A tavon leginkább a tavaszi és őszi vonuláskor pezsdül fel a madárélet. A tó állandó lakója a vidra (Lutra lutra). 

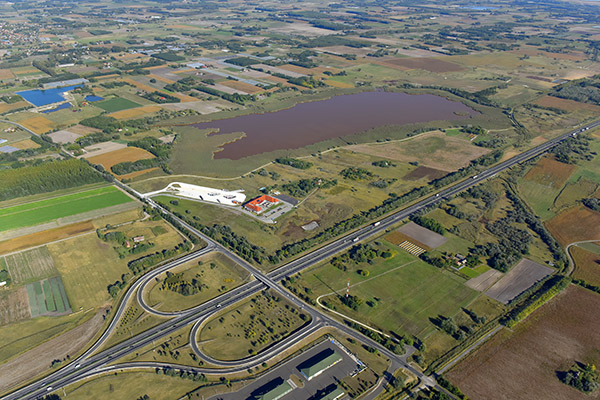
Az Őszeszéki-tó látképe madártávlatból
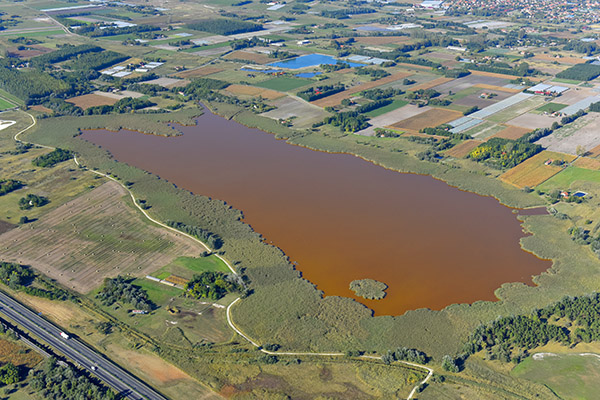
A tó légifelvételen
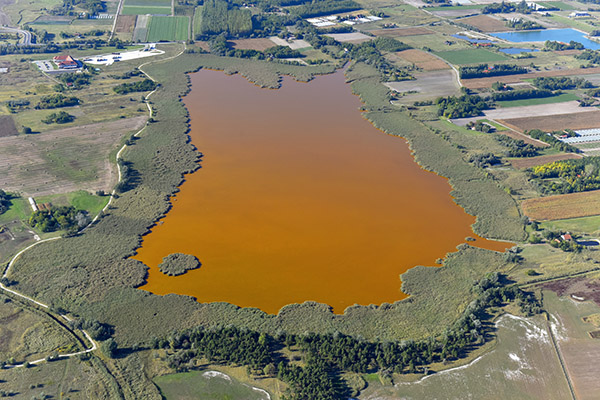
Légifotó az Őszeszéki-tóról